# أيزاياه توماس
أيزاياه توماس (بالإنجليزية: Isaiah Thomas)‏ مواليد 7 فبراير 1989، هو لاعب كرة سلة أمريكي يلعب مع فريق لوس أنجلوس ليكرز في الرابطة الوطنية لكرة السلة ويحمل الرقم 4. يبلغ طوله 5 قدم 9 بوصة (1.8 م).

## فرق لعب لها
- سكرامنتو كينغز
- فينيكس صنز
- بوسطن سيلتكس
- كليفلاند كافالييرز
- لوس أنجلوس ليكرز
- واشنطن ويزاردز

## روابط خارجية
- أيزاياه توماس على موقع إن بي أي (الإنجليزية)
- أيزاياه توماس على موقع سبورتس رفرنس (الإنجليزية)
- أيزاياه توماس على موقع كرة السلة الأوروبية.كوم (الإنجليزية)
- أيزاياه توماس على موقع إي إس بي إن.كوم (الإنجليزية)
- أيزاياه توماس على موقع كلية كرة السلة في سبورتس رفرنس.كوم (الإنجليزية)
- أيزاياه توماس على موقع ريلجم (الإنجليزية)
- أيزاياه توماس على موقع بروبوليرز (الإنجليزية)
- أيزاياه توماس على موقع سبورتس رفرنس (الإنجليزية)